# ルミライト印刷
ルミライト印刷（ルミライトいんさつ）は、無機蛍光体（無機蛍光顔料）「ルミライトカラー」でプリントされた、可視光下では不可視な印刷で、紫外線（主波長365ナノメートル）を出すブラックライトを照射したときに各色に発光する。
印刷方式はシルクスクリーン、グラビア、フレキソ、コーティングなど厚膜なものが有効、ルミライトインクの発光色は光の三原色があるのでどんな色でも再現でき、フルカラー写真表現も印刷可能。通常、蓄光性は無い。
紙幣、有価証券などの偽造防止・真贋判定印刷に利用されるほか、展示・遊戯施設などの室内内装の光る壁紙で見ることができる。ルミライトは無機希土類蛍光体なので耐光性、耐熱性など耐久性に優れ、ルミライト塗料を塗装で作画した屋外の外壁装飾にも用いられる。